# Stephanie Twell
Stephanie April Twell, detta Steph (Colchester, 17 agosto 1989), è una mezzofondista britannica.

## Palmarès
| Anno                                  | Manifestazione          | Sede           | Evento        | Risultato  | Prestazione | Note                                     |
| ------------------------------------- | ----------------------- | -------------- | ------------- | ---------- | ----------- | ---------------------------------------- |
| In rappresentanza della Gran Bretagna |                         |                |               |            |             |                                          |
| 2006                                  | Mondiali juniores       | Pechino        | 1500 m piani  | Semifinale | 4'16"58     |                                          |
| 2008                                  | Mondiali juniores       | Bydgoszcz      | 1500 m piani  | Oro        | 4'15"09     |                                          |
| 2008                                  | Giochi olimpici         | Pechino        | 1500 m piani  | Batteria   | 4'06"68     |                                          |
| 2009                                  | Mondiali                | Berlino        | 1500 m piani  | Batteria   | 4'18"23     |                                          |
| 2010                                  | Europei                 | Barcellona     | 1500 m piani  | 7ª         | 4'02"70     |                                          |
| 2015                                  | Mondiali                | Pechino        | 5000 m piani  | 12ª        | 15'26"24    |                                          |
| 2016                                  | Mondiali indoor         | Portland       | 3000 m piani  | 6ª         | 9'00"38     |                                          |
| 2016                                  | Europei                 | Amsterdam      | 5000 m piani  | Bronzo     | 15'20"70    |                                          |
| 2016                                  | Giochi olimpici         | Rio de Janeiro | 5000 m piani  | Batteria   | 15'25"90    |                                          |
| 2017                                  | Europei indoor          | Belgrado       | 3000 m piani  | 5ª         | 8'50"40     |                                          |
| 2017                                  | Mondiali                | Londra         | 5000 m piani  | Batteria   | 15'41"29    |                                          |
| 2018                                  | Europei                 | Berlino        | 5000 m piani  | 10ª        | 15'41"10    |                                          |
| 2019                                  | Mondiali                | Doha           | 10000 m piani | 15ª        | 31'44"79    |                                          |
| 2021                                  | Giochi olimpici         | Tokyo          | Maratona      | 68ª        | 2h53'26"    | Miglior prestazione personale stagionale |
| In rappresentanza della Scozia        |                         |                |               |            |             |                                          |
| 2010                                  | Giochi del Commonwealth | Nuova Delhi    | 1500 m piani  | Bronzo     | 4'06"19     |                                          |
| 2010                                  | Giochi del Commonwealth | Nuova Delhi    | 5000 m piani  | 8ª         | 16'03"91    |                                          |
| 2014                                  | Giochi del Commonwealth | Glasgow        | 5000 m piani  | 14ª        | 16'30"60    |                                          |
| 2018                                  | Giochi del Commonwealth | Gold Coast     | 1500 m piani  | 7ª         | 4'05"56     | Miglior prestazione personale stagionale |
| 2018                                  | Giochi del Commonwealth | Gold Coast     | 5000 m piani  | 14ª        | 16'05"65    |                                          |

## Riconoscimenti
- Atleta europea emergente dell'anno (2008)